# Sándorfi István
Sándorfi István (franciául: Étienne Sandorfi, Budapest, 1948. június 12. – Párizs, Franciaország, 2007. december 26.) magyar festő. Külföldön elismert művész volt, idehaza sokáig nem is tudtak róla. Első hazai kiállítása 50 évvel azután volt, hogy elhagyta az országot.

## Élete
Édesapja egy amerikai tőkés nagyvállalat (IBM) magyarországi igazgatója volt, ezért 1950-ben koncepciós perben (kémkedés vádjával) öt év börtönre ítélték. A család aközben Csökmőre lett kitelepítve, ezután Vecsésen éltek, majd titokban Kispestre mentek az anyai  nagyszülőkhöz, id. Magyar József és neje. 1956-ban, pár nappal a forradalom előtt szabadult.
8 évesen, 1956-ban hagyta el családjával Magyarországot. Az IBM segítette őket a szökésben, hiszen miattuk került az apa börtönbe: lefizették az ávósokat, a határőröket. Gyalog mentek át Ausztriába, ahol egy menekülttáborba kerültek, másnap az IBM kocsit küldött a családért és a következő éjszaka már egy elegáns bécsi hotelben laktak. Fél évig utazgattak, jártak Spanyolországban is, majd Németországba mentek. 1958-ig élt a család ott, majd Sándorfi onnantól kezdve haláláig Franciaországban élt. Párizsban az École Supérieure des Beaux Arts-ban szerzett diplomát és járt a École des Arts décoratifs-ba is.
Két lánya van, Ange (*1974) és Eve (*1979).
2007. december 26-án hunyt el egy párizsi kórházban, egy gyors lefolyású betegség vitte el. 2008. január 2-án vettek tőle végső búcsút Párizsban, majd akaratának megfelelően hamvait Magyarországra hozták, a kispesti Újtemetőben nyugszik, anyai nagyszülei sírboltjában.

## Művészete
Először a rajzolásba menekült, majd 12 évesen olajfestményeket kezdett festeni. 1956-ban első rajzain a kispesti lakásuk ablakából figyelt forradalmárok szerepeltek, annyira jól, hogy anyja el is rejtette ezeket a műveket. Az 1970-es évektől 15 éven át saját magát használta modellként, ennek fő oka az volt, hogy zavarta, ha munka közben más jelen volt. Emiatt az önábrázolás miatt sokan nárcizmust véltek felfedezni a képeiben. Ezzel együtt nem csak az embereket űzte el maga mellől az alkotás fázisai alatt, hanem a természetes fényt is. Első kiállítása egy kis párizsi galériában volt, 17 évesen. A kiállítás megrendezéséhez szerencse is kellett: véletlenül fedezte fel a Galerie des Jeunes nevű galériát, ahol a bemutatott művek alapján döntöttek arról, hogy ki lehet-e állítani náluk. Ezeket a képeket tollal rajzolta, a tintát az ujjával elhúzva, így portréi fényképszerű hatást mutattak. 1970-ben már voltak megrendelései. Egy idős kritikus, Henri Hérault ajánlására képeit kiállították a Galerie 3+2-ben, majd a Galerie Laplace-ban. Itt látta meg és vette meg egyik képét egy kereskedő, aki bemutatta őt egy komoly galériának. 1973-ban volt az első igazán jelentős kiállítása Párizsban, a Modern művészetek Múzeumában. Ettől kezdve több külföldi galéria is versengett Sándorfi képeiért, így a későbbiekben Koppenhága, Róma, Párizs, München, Brüsszel, Bázel, New York, Los Angeles és San Francisco képtárai adtak helyet képeinek.
Az első időszakában egyszerű portrék helyett különféle tárgyak bonyolult beállításait alkotta meg. Meghökkentette a nézőket a belekről készült csendéleteivel. Képein ekkor gyakran kifacsart, megkötözött tagokkal, torzóként, bekötött szemmel, vagy oda nem illő tárgyakkal festette le önmagát. Az 1970-es évek végén  és az 1980-as évek elején színvilága a kék, a lila, illetve ezek hideg kombinációja volt. A 80-as években több kéz- és lábrészletet festett, valamint csendéleteket, női alakokat, természetesen csak fotók alapján. Egész pályája során kísérletezett, javítgatta stílusát.
1988-tól kezdve főleg csak női alakokat festett, modelljei gyakran a saját lányai voltak. Szokásához híven a leplekbe burkolt női testek mellett szokatlan tárgyak voltak megtalálhatók. Ezzel szemben csendéletein már főként palackokat, gyümölcsöket - almákat, narancsokat, barackokat, körtéket - ábrázolt. Képei háttere általában semleges, egyszerű fal, azonban azok repedéseit is a legaprólékosabban megfestette.
Első magyar vonatkozású kiállítása 2001-ben volt a párizsi Magyar Intézetben, ezt - miként a későbbi magyarországi kiállításait is - Makláry Kálmán szervezte. Első magyarországi kiállítása (napra pontosan) 50 évvel az után jött létre, hogy elhagyta Magyarországot, 2006-ban, akkor 15 képét lehetett megtekinteni a budapesti Erdész & Makláry Fine Art galériában. 2007. április 13-ától június 3-áig Debrecenben volt gyűjteményes kiállítása, a MODEM-ben 70 képével lehetett találkozni.
| „                 | A magyarokban erős vágy él egy olyan kulturális divat iránt, amelyből évtizedekig kizárták őket. Egymást érik az avantgardnak látszani akaró kiállítások, az installációk, a monochrómok. Utánozni próbálják a kapitalista művészet mámorát, amely egy mesterséges, nyugaton már régóta letűnt kultúrát jelent. A divat nem pusztán a művészet legnagyobb ellensége, a divatjamúlt divat annál is rosszabb: nevetségessé teszi az elképzelést, amelyet a hivatalnokok a művészetről alkotnak. | ” |
| – Sándorfi István | |   |

Bár két neves intézményben is tanult, önmagát mindig autodidakta művésznek tartotta. Sándorfi Istvánt a műkritikusok gyakran a hiperrealista művészek közé sorolták, ő maga sosem sorolta oda magát, ugyanis az aprólékosnak tűnő képein valami mindig szándékosan hibádzott (elmázolt kéz, elmosódó lábfej), ami megtörte a festmény fotószerű hatását.

## Kiállításai
- 1966 - Galerie des Jeunes, Párizs • Galerie de la Barbière, Le Barroux
- 1970 - Galerie 3+2, Párizs
- 1973 - M. d'Art Moderne de la Ville de Paris
- 1974 - Galerie Daniel Gervis, Párizs
- 1975 - Galerie Beaubourg, Párizs
- 1976 - Bucholz Galerie, München
- 1977, 1980 - Galerie Isy Brachot, Brüsszel
- 1978, 1981, 1983 - Galerie Isy Brachot, Párizs
- 1979 - FIAC, Galerie Isy Brachot, Párizs
- 1981 - Galerie Isy Brachot, Bázel
- 1982 - Amaury Taitinger Gallery, New York
- 1984 - FIAC, Galerie Isy Brachot, Párizs
- 1986 - Galerie Lavignes-Bastille, Párizs - Galerie de Bellecour, Lyon
- 1987 - Lavignes-Bastille Gallery, Los Angeles - Hôtel de Ville, Nancy
- 1988 - Armory Show '88, Lavignes-Bastille Gallery, New York - Abbaye des Cordeliers, Châteauroux (retrospektív) - Louis K. Meisel Gallery, New York - FIAC, Galerie Lavignes-Bastille, Párizs
- 1991 - Galerie Prazan-Fitussi, Párizs
- 1993 - Galerie Guénéguaud, Párizs - Galerie Mann, Párizs
- 1994, 1997 - Jane Kahan Gallery, New York
- 1999 - Galerie Tempera, Brüsszel
- 1999-2000 - Gallerihuset, Koppenhága
- 2006 - Erdész-Maklári Galéria, Budapest
- 2007 - A test színeváltozása. Életműkiállítás, MODEM, Debrecen.

- 2016 - Museu Europeu d'Art Modern, Barcelona

## Díjak, kitüntetések
Franciaországban megkapta az Ordre des Arts et des Lettres kitüntetést.[forrás?]

## Külső hivatkozások
- Kortárs magyar művészeti lexikon III. (P–Z). Főszerk. Fitz Péter. Budapest: Enciklopédia. 2001. ISBN 963-8477-46-6 Online elérés
- Sándorfi István művészetének rajongói
- Néhány képe
- Képei (sok)
- Elhunyt Sándorfi István
- https://web.archive.org/web/20160304035157/http://cenegal.hu/index.php?option=com_content&view=article&id=83:in-memoriam-sandorfi-istvan&catid=32:hirek-kozlemenyek&Itemid=323&lang=hu